# Invazia mării
Invazia mării (în franceză L'Invasion de la mer) este un roman scris de Jules Verne și apărut în 1905.
Acest roman este prezentat ca fiind ultimul scris de Jules Verne. În realitate, este ultimul pe la care acesta a apucat să realizeze corecturi. Autorul l-a intitulat La Mer saharienne (Marea sahariană), dar titlul definitiv i-a aparținut editorului, Hetzel fiul. Aceasta nu a fost singura intervenție a editorului asupra romanului, acesta devansând acțiunea cu 25 de ani și dezvoltând partea destinată tuaregilor. Verne a predat manuscrisul pe 15 octombrie 1904, apoi versiunea corectată pe 12 decembrie. Romanul a apărut în foileton în Magasin d'éducation et de récréation între ianuarie și august 1905, ediția în volum apărând la sfârșitul aceluiași an.

## Povestea
Inginerul M. de Schaller este însărcinat de o societate "franceză a mării sahariene" să relanseze proiectul pe care îl reprezintă, creând o mare interioară care să relanseze comerțul nord-african. Însă localnicii, în fruntea cărora se află tuaregii expatriați, li se opun cu îndârjire. Șeful lor, Hadjar, este făcut prizonier și este dus la Tunis pentru a fi judecat, însă reușește să evadeze cu complicitatea tribului, a mamei și a fraților săi.
Bine păzit, M. de Schaller - însoțit de servitorul său M. François - inspectează locația viitoarei mări pentru a verifica soliditatea zonei și să stabilească amplasamentul porturilor. Printre cei care îl însoțesc, comandând muncitorii, se numără căpitanul Hardigan, locotenentul Villette și responsabilul cu logistica Nicol.
În final, încrederea arogantă în potențialul oamenilor de a controla și redesena lumea este zdruncinată de un cutremur cataclismic, al cărui rezultat îl constituie tocmai formarea unei asemenea mări.

### Capitolele cărții
| - Capitolul I - Oaza Gabès - Capitolul II - Hadjar - Capitolul III - Evadarea - Capitolul IV - Marea Sahariană - Capitolul V - Caravana - Capitolul VI - De la Gabès la Tozeur - Capitolul VII - Tozeur și Nefta - Capitolul VIII - Șotul Rharsa - Capitolul IX - Al doilea canal | - Capitolul X - La kilometrul 347 - Capitolul XI - O excursie de douăsprezece ore - Capitolul XII - Ce se întâmplase - Capitolul XIII - Oaza Zenfig - Capitolul XIV - În captivitate - Capitolul XV - Fuga - Capitolul XVI - Telul - Capitolul XVII - Deznodământ |

## Un proiect abandonat
Invazia mării, a cărei acțiune se petrece în Tunisia, evocă un proiect autentic reprezentativ pentru spiritul colonial francez. În anul 1880, François Élie Roudaire⁠(fr)[traduceți] a imaginat un proiect de acoperire a unei părți a deșertului Sahara de apele Mediteranei, prin realizarea unui canal care să plece din golful Gabès până la Chott el-Jérid. Proiectul a fost în cele din urmă abandonat, însă Jules Verne i-a oferit o continuare romantică.
Romanul i-a permis să realizeze o confruntare între viața sahariană a tuaregilor și lumea științei și tehnicii reprezentate de inginer și colaboratorii săi. Deși era de așteptat o dominație științifică, inginerul este făcut prizonier, iar triumful său final nu apare prin stăpânirea naturii, ci prin apariția unui cutremur providențial.

## Teme abordate în cadrul romanului
- Încrederea exagerată a omului în posibilitatea controlării mediului prin intermediul descoperirilor științifice și tehnologice (temă prezentă și în Întâmplări neobișnuite)

## Lista personajelor
- M. de Schaller - inginer
- M. François - servitorul inginerului
- Hadjar - conducătorul Tuaregilor
- căpitanul Hardigan
- locotenentul Villette
- Nicol - responsabilul cu logistica

## Traduceri în limba română
- 1985 - Un oraș plutitor. Spărgătorii blocadei. Invazia mării, Ed. Ion Creangă, colecția "Jules Verne", nr. 35, traducere Doina Opriță, 280 pag.
- 2003 - Invazia mării, Ed. Corint, traducere Traian Fințescu, 128 pag., ISBN 973-653-479-0
- 2009 - Invazia mării. Spărgătorii blocadei, Ed. Art, traducere Doina Opriță, 352 pag., ISBN 978-973-88909-3-0
- 2010 - Un oraș plutitor. Invazia mării, Ed. Adevărul, colecția "Jules Verne", vol. 35, traducere Nicolae Constantinescu și Georgiana Gabor, 340 pag., ISBN 978-606-539-181-9